# یوردیس تریبل
یوردیس تریبل (آلمانی: Jördis Triebel؛ زادهٔ ۳۰ اکتبر ۱۹۷۷) یک بازیگر سینما اهل آلمان است.
از فیلم‌ها یا برنامه‌های تلویزیونی که وی در آنها نقش داشته‌است می‌توان به زنی در برلین، زویی من و غرب و تاریک اشاره کرد.